# Helyszíni szemle (film)
A Helyszíni szemle (románul: Reconstituirea, szó szerint „az újrajátszás”) Lucian Pintilie román rendező 1968-ban készült és 1970-ben bemutatott fekete-fehér filmdrámája. Forgatókönyvét Horia Pătrașcu írta saját novellája alapján, Pintilie közreműködésével.
A film cselekményében a hatóságok újrajátszatják a helyszínen két fiatalember ittasan elkövetett verekedését és randalírozását egy, az alkohol romboló hatásáról szóló nevelő film elkészítése céljából, de az esemény tragikusan, az egyik fiatal halálával végződik.
Kemény társadalmi kritikai jellege miatt a filmet néhány hónapi forgalmazása után betiltották. Újra csak 1990-ben került vissza Romániában a filmszínházakba. Magyarországon újra volt megtekinthető a 2019 novemberében megtartott 14. Román filmhéten.
A film 1970-ben a Cannes-i filmfesztiválon a Quinzaine des réalisateurs (Rendezők két hete) keretében is szerepelt, és fogadtatása jó volt. 2008-ban 40 román filmkritikus minden idők legjobb 10 román filmje között legelőre helyezte.

## Cselekmény
|  | Alább a cselekmény részletei következnek! |

A film cselekménye egyetlen helyen, egy kisváros közelében, természeti környezetben, egy hegyek közötti folyó partján levő strandon történik, amelynek teraszos büféje is van. A folyóban csak egy fiatal lány fürdik vidáman, a teraszon pedig a büfés és egy rendőrőrmester (a korabeli romániai magyar szóhasználattal milicista) van. A közelben egy falusi kinézésű öreg néni ül, libával az ölében, körülötte kisebb libacsapat. A büfé hangszórójából a temesvári Phoenix együttes egyik akkoriban nagyon népszerű száma hangzik.
Megérkezik egy nagyobb terepjáró, egy ügyésszel, a helyi kommunista párttitkárral, egy rendőrrel, egy filmoperatőrrel, két fiatalemberrel és egy tanárral, a helyi gimnázium esti tagozatának igazgatójával. Miközben a filmes előkészíti a felszerelését, az ügyész elmondja a párttitkárnak, hogy miért is vannak ott: a két fiú, bár barátok, a sikeres érettségi után azon a teraszon leitták magukat, összeverekedtek, fejbe verték a büfést és leromboltak egy bódét. Ezért huliganizmusért, közvagyon tönkretevéséért és gyilkossági kísérletért per és három éves börtönbüntetés várna rájuk. Szerinte valójában egy semmiségről van szó, de filmet kell készíteni nevelő céllal az alkohol romboló hatásáról, és azután szabadon fogja engedni a fiúkat. Azt is elmondja, hogy elvált a feleségétől, és pénzt kér kölcsön a másiktól. Az odébb szerencsétlen ábrázattal ülő tanárról azt mondja, hogy azért olyan, mert a 19 éves lánya öngyilkos lett, a felesége pedig az ügyész szeretője.
A közelben vasútvonal van, és időnként vonatok haladnak el rajta. Ugyanakkor egy nem látható stadionon labdarúgó mérkőzés zajlik, és olykor a nézők kiáltása hallatszik.
Miközben az ügyész a horgászó párttitkárral a folyó túlsó partján ül, az őrmester elmagyarázza a fiúknak, hogy hűen újra kell játszaniuk az esetüket, és akkor az ügyész biztosan engedékeny lesz velük. Azt kéri tőlük, hogy próbaképpen énekeljenek úgy, mint amikor részegek voltak. A fiúk nem veszik komolyan az intézkedéseit. Akkor az őrmester ordítva egzecíroztatni kezdi az egyiküket, Riput, majd a másik is, Vuică, önként belemegy a egzecíroztatásba, amelyet játékként kezel. A tanár hangosan tiltakozik a módszer ellen, a jelenlévő lány pedig, akit a filmben csak „kisasszony”-nak szólítanak, nevet a jeleneten. Az őrmester hirtelen leáll, és megkínálja a fiúkat cigarettával, majd győzködi őket, hogy tegyék, amit az ügyész akar.
A büfésnek és Ripunak egymásnak összefeszülő helyzetbe kell állniuk, hogy eljátsszák az első jelenetet. Ezt nézve a tanár megpróbálja meggyőzni az ügyészt a filmezés értelmetlenségéről. Amíg az operatőr a filmfelvevőgéppel bíbelődik, ebben a testhelyzetben Ripu elsírja magát és bocsánatot kér, de a büfés is bocsánatot kér tőle. Sikeresen felveszik a jelenetet. Eközben cigányok málnával teli kosarakkal állnak meg a büfé előtt. A hatóság emberei vesznek tőlük, és szünetet tartanak. Mindenki málnát eszik, a két fiún kívül. Végül nekik is adnak, majd az ügyész visszaadja a személyi igazolványaikat, és azt mondja nekik, hogy szabadok, de a filmet el kell készíteni.
A büfébeli tévén látni, ahogy a stadionban megsérül egy játékos, és elviszi a mentő. A büféhez közeli úton robog át és belehajt a libacsapatba. Az öregasszony kétségbe van esve, mert két libája elpusztult, és a többi szétszaladt a hegyoldali erdőben. Az ügyész elküldi az őrmestert, hogy terelje vissza őket. Vele megy az operatőr és a fiúk is. Vuică eltűnik mellőlük. A rendőr visszaveszi Riputól a személyijét azzal, hogy vissza kell hoznia Vuicát. Ripu nem találja meg és visszatér a büféhez, majd Vuică önszántából tér vissza, méghozzá a libákkal. Közben a tanár leitta magát a büfében.
A filmezést folytatni kell. Ripunak nagyon nincs ínyére, de Vuică humorosan kezeli a dolgot. Az operatőr megmondja Ripunak, hogyan üsse meg Vuicát. Némi ellenkezés után az meg is üti, Vuică sérülést szimulál és, mivel a zuhany alatt vannak, meghúzza a fogantyúját. Ripu feldühödik és most már meg is verné, de szétválasztják őket.
A részeg tanár újból bírálja azt, ami történik, rátapintva ennek önkényes jellegére, és az ügyész elé nyújtja a kezét, mintegy kérve, hogy bilincseljék meg. Aztán rosszul lesz, és beültetik a terepjáróba.
A filmezés folytatódik azzal, hogy a verekedő fiúk ledöntenek egy bódét. Már csak egy utolsó jelenetet kell leforgatni. Többször megismétlik, hogy Ripu megüti Vuicát, és az legurul a sáros lejtő parton. Az első alkalmakkor Ripu csak szimulálja a ütést, de egyszer valóban megüti, és Vuicának vérzik a szája. Fájdalmasan rákiált, hogy miért ütötte meg. Azonban kiderül, hogy éppen akkor az operatőr nem filmezett, hanem filmet cserélt a kamerában. Ripu dühösen őt üti le.
Éppen akkor érkezik oda a befejezett mérkőzésről jövő tömeg, és megáll, hogy nézze, mi történik.
A jelenetet még egyszer készülnek felvenni, de most Ripu már nem akar ütni. Oda akarja adni a párttitkárnak a személyijét, de az nem fogadja el. Vuică provokálja, és végül Ripu megüti. Ezzel az újrajátszás be van fejezve. Az ügyész el is indul a terepjáró felé, és azt mondja Ripunak, hogy őket is beviszik a városba, de az visszautasítja.
Közben a terepjárónak nem volt behúzva a kézifékje, és a folyóig gurult, elülső kerekeivel a vízbe. Nagy nehezen, szurkolók segítségével feltolják az útra, a már előbb beleültetett tanárral, és a most beülő ügyésszel együtt. A kocsi a szurkolók között halad, akik köszöntik az ügyészt, ő meg integetve válaszol nekik.
Vuică egy ideig csak ül, és a fejét tapogatja, majd feláll, és tántorogva elindul. A szembejövő szurkolók részegnek hiszik. Végül összeesik. Ripu sírva bocsánatot kér tőle, de ő még mindig viccel, és azt mondja, hogy Ripu ne bánja, meg azt is, hogy elege van mindenből, és elmegy. Vér kezd folyni a füléből, és meghal. Odamegy egy szurkoló és szemrehányást tesz Ripunak, mire ő leüti. Egy másik szurkoló addig veri Riput, amíg a többiek szét nem választják őket. A film Ripu tragikus arca közelképével végződik.
|  | Itt a vége a cselekmény részletezésének! |

## Szereplők
- Vladimir Găitan(wd) – Ripu, az egyik fiatalember
- George Mihăiță(wd) – Vuică, a másik fiatal
- George Constantin(wd) – az ügyész
- Emil Botta(wd) – Paveliu, a tanár
- Ernest Maftei(wd) – Dumitrescu, a rendőrőrmester
- Ștefan Moisescu – Drăgan, a párttitkár
- Nicky Wolcz – Vlad, az operatőr
- Ileana Popovici(wd) – a kisasszony

## Gyártás és forgalmazás
Horia Pătrașcu, a film forgatókönyv-írója, valamikor 1960 körül részt vett egy hasonló jellegű filmforgatáson, Karánsebes közelében, miután érettségijét ünnepelve 10-15 munkás összeverekedett. Ennek az eseménynek az alapján novellát írt és jelentetett meg. Lucian Pintiliének tetszett a novella, és megkérte Pătrașcut, hogy írjanak együtt forgatókönyvet belőle.
A film forgatása 1968 nyarán történt Sinaia közelében, éppen akkor, amikor a Varsói Szerződés csapatai bevonultak Csehszlovákiába leverni a Prágai tavaszt. Vladimir Găitan és George Mihăiță az akkori Szín- és Filmművészeti Főiskola diákjai voltak, és elsőfilmesek. Ileana Popovici könnyűzene énekesként szerepelt addig néhányszor a televízióban. Neki is ez volt az első filmje. Két amatőr is szerepelt: a sofőr rendőrt Pintilie filmstábjának a sofőrje játszotta, a büfést pedig a stáb produkciófőnöke.
Bár 1968 a román kommunista rendszer legliberálisabb időszakának a kellős közepén volt, a film elkészítése utáni élete zökkenőkkel volt teli. Egy éven át folytak kulisszaviták forgalmazásának engedélyezése körül. Az illetékes szervek többször megnézték, kérték ennek vagy annak a résznek a kivágását, de Pintilie nem engedett. Úgy tűnt, hogy a filmet nem fogják bemutatni, de az alkotói meglepetésére 1970-ben mégis meghirdették a bemutatását Bukarestben, ugyan plakát nélkül, csak egy egyszerű kifüggesztett papírlapon. Tömegek özönlöttek a filmet megnézni. Két hónapig vetítették egyetlen moziban, majd a fővárosban nem, csak néhány vidéki nagyvárosban egy-egy napig, majd végleg leállították a forgalmazását. Ennek ellenére a film eljutott Cannes-ba.
Romániában csak húsz év múlva, 1990-ben mutatták be újra a filmet moziban, és a televízió is műsorára vette. Más országokban is látható volt újra filmfesztiválok alkalmával, visszatekintések keretében, például Berlinben (2002), Palm Springsben (2008), Łódźban (2018) vagy az EUROPALIA művészeti fesztiválon (2019).

## Elemzések és kritikák
Bemutatása után a román kulturális sajtó általában dicsérte a filmet, 33 író az 1969-es év legjobb filmjeként ítélte meg. Egyébként Zaharia Stancunak, az akkori írószövetségi elnöknek határozó szerepe volt abban, hogy a film végül a mozivásznakra került.
A korabeli lelkes fogadtatás egyik példája Petre Rado kritikája a România literară folyóiratban. Szerinte a film megrázó tragikomédia, amely a hatóságok képviselőinek szörnyűséges öntudatlanságából és felelőtlenségéből fakad, abból, ahogyan a nevelő jelleget a valóság megerőszakolásaként értelmezik. Makacsul próbálják minden áron újraalkotni az igazit, a megismételhetetlent, a visszafordíthatatlant, sőt, az esetlegest (az ügyész maga mondja, hogy az eredeti ügy tulajdonképpen semmiség, de nevelő filmet kell készíteni). Az esetleges látszólag ártalmatlan, de gyakorlatilag tragikus kimenetelű emelése a jellegzetes szintjére groteszk tragikomédiává teszi a filmet. Ez annál is inkább tragikus, mivel a szereplők nem embertelenek, hanem gyengédségre, megértésre, sőt, együttérzésre is képes közönséges emberek. Bűnük nem a megfontolt szándék, hanem az öntudatlanság. Olyan színművet játszanak, amelyet nem ők írtak, de derűsen adják elő, közben horgászva, málnát majszolva, libákat hajkurászva. Az egyetlen öntudatos szereplő a tanár, csak ő érzi és mondja ki az igazságot arról, ami történik, de sajnos megtört és tehetetlen. A kritikus a film művészi értékét többek között abban látja, ahogyan megteremt egy olyan légkört, amelyben a természet, a tárgyak, a zajok folytonos nyugtalanságot keltenek. A néző tragikus kimenetelt sejt, de sejtése nem a párbeszédekből, a szereplőkből ered, hanem abból, ahogyan a kamera lassan, látszólag érzéketlenül, de erélyesen pásztázza a fizikai teret, a tárgyakat és a szereplőket. A film megalkotásának tökéletesen megfelel a klasszikus tragédia hármas egysége (hely, idő és cselekmény egysége) és szerkezete.
A kulturális sajtóval ellentétben a párt lapjai keményen bírálták a filmet olyan érvekkel, mint: a film „nem felel meg társadalmunk alapvető fejlődési irányának”, vagy „eltávolodik szocialista társadalmunk társadalmi és erkölcsi normáitól”.
A francia sajtó általában jól fogadta a filmet 1971-ben. Például Michel Duran, a Le Canard enchaîné újságírója szerint „látszólagos rendetlensége, könnyedsége és egyhangúsága ellenére [a rendező] szívszaggató drámát alkot és meglehetősen pesszimista képet fest a szocialista paradicsomban zajló életről”. A Témoignage chrétienben Gaston Haustrate azt állítja, hogy „ennek a bátor, látszólag henye pamfletnek annál is inkább sebző karmai vannak, mivel nem nagyon látszanak. Pintilie jól morog és tisztánlátása fájdalmas. Nem lehet nem félni tőle”.
1990-ben és azután a film elemzései és kritikái egyeztek a 20 évvel azelőtti pozitív elemzésekkel és kritikákkal, de tükrözték a szerzők a letűnt kommunista rendszerhez való viszonyulását is. Például Dan Stoica azt írja, hogy „ha valamikor nálunk a kommunizmus megpróbálna valamiféle történelmi pozitivitást követelni magának, kétségkívül az 1968-as évet, a legliberálisabb politikai és társadalmi momentumát tekintené mércének. Azonban elég megnézni éppen azt a momentumot tükröző filmet ahhoz, hogy meggyőződjünk ennek a követelésnek a képtelenségéről”.
Más országokban is foglalkoztak a filmmel kritikusok 1990 után. Például Konstanty Kuzma megállapítja az East European Film Bulletin-ben, hogy „az elvtársakat nem izgatja, hogy a valóság megfelelő tükrözésének esztétikáját találják meg. A rendszer retorikájában realistának lenni nem jelenti hűnek lenni az eredeti esemény körülményeihez. A hűség egyszerűen azt jelenti, hűnek lenni a rendszer ideáljaihoz”.